# الادا هالی، شیموگا
الادا هالی، شیموگا (به انگلیسی: Alada Halli, Shimoga) یک منطقهٔ مسکونی در هند است که در کارناتاکا واقع شده‌است.